# Wulf Twiehaus

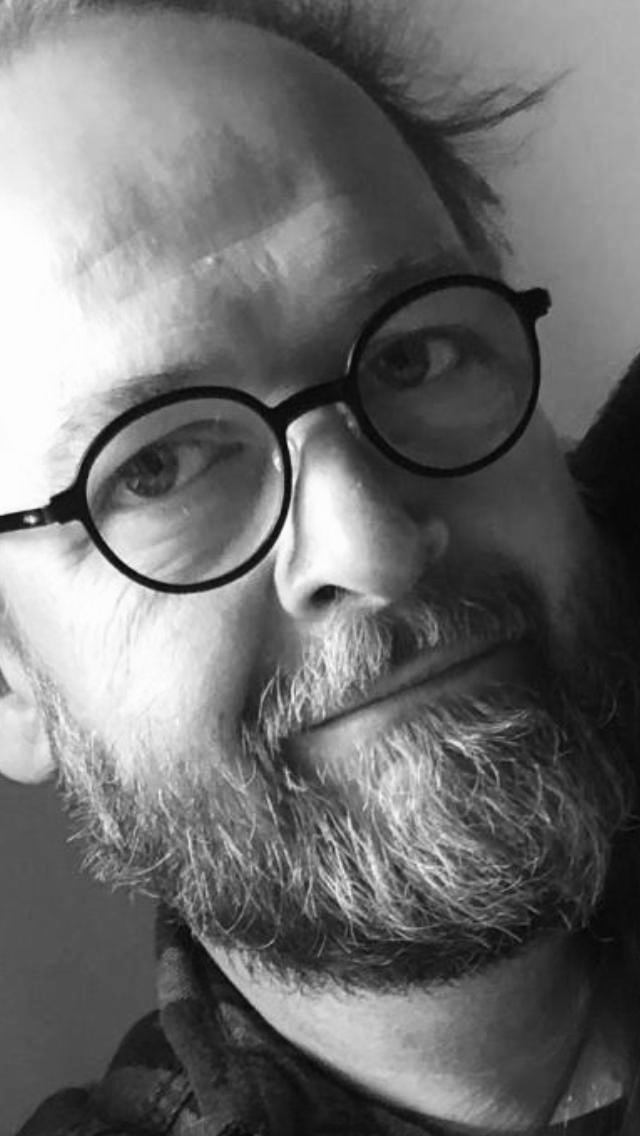
Wulf Twiehaus

Wulf Twiehaus (* 1972 in Westfalen) ist ein deutscher Theaterregisseur.

## Leben
Nach längerer Lehrzeit als Regieassistent von Thomas Ostermeier (an der Baracke des Deutschen Theaters Berlin und der Schaubühne am Lehniner Platz) studierte Wulf Twiehaus Regie an der Hochschule für Schauspielkunst „Ernst Busch“ Berlin. Seitdem inszeniert er unter anderem an der Berliner Schaubühne, an den Staatstheatern Mainz und Cottbus, am Schauspiel Leipzig, an den Theatern Potsdam, Heidelberg, Magdeburg, Aachen, Erlangen und Bremen sowie am Krétákör Theater in Budapest und am Kamerni Teatar 55 in Sarajewo. Von 2007 bis 2010 war er Oberspielleiter am Stadttheater Konstanz. Seitdem arbeitet Wulf Twiehaus wieder als freier Regisseur und Dozent.
Seine inszenatorischen Schwerpunkte lagen zunächst bei Ur- und Erstaufführungen sowie modernen Klassikern. Zunehmend inszenierte er auch die großen Klassiker (wie Brecht, Schiller, Goethe, Shakespeare).
Neben seiner Regietätigkeit arbeitete Wulf Twiehaus mehrfach als Gastdozent an der Hfs „Ernst Busch“, der Universität der Künste Berlin sowie der Theaterakademie  Helsinki.
Seit dem WS 2012/13 ist Wulf Twiehaus Schauspieldozent und Mentor im Studiengang Schauspiel an der Akademie für Darstellende Kunst in Ludwigsburg. 2018 wurde Wulf Twiehaus zum Honorarprofessor ernannt und ist stellv. Studiengangsleiter Schauspiel.

## Inszenierungen 2000 bis 2025 (Auswahl)
- Herr Kolpert von David Gieselmann, DSE, Schaubühne Berlin (mit Marius von Mayenburg)
- Traum im Herbst von Jon Fosse, DSE, Schaubühne Berlin
- Genua 01 von Fausto Paravidino, DSA, Schaubühne Berlin
- Mozart und Salieri von A. Puskin, bat-Studiotheater, Berlin
- Kühltransport von Maxim Biller, UA, Staatstheater Mainz
- Der Revisor von Nikolaj Gogol, Staatstheater Mainz
- Mad in America von Meike Hauck, UA, Staatstheater Mainz
- Das letzte Band von Samuel Beckett, Staatstheater Mainz
- Entlegene Inseln von David Greig, DSE Staatstheater Mainz
- Platonov von Ivan Tschechov, Theater Erlangen
- Depressio, Studentenprojekt, Theaterhochschule Helsinki, Finnland
- Die Gerechten von Albert Camus, Theater Aachen
- Solaris von Stanislaw Lem, Theater Aachen
- Kamikaze Pictures von Jan Liedtke, UA, Theater Heidelberg
- Maxi-Singles von Katharina Schmidt, UA, Theater Heidelberg
- Kasimir und Karoline von Ödön von Horváth, Theater Kretakör, Budapest
- Das kalte Kind von Marius von Mayenburg, USE Theater Kretakör, Budapest
- Parasiten von Marius von Mayenburg, BHEA, Kamerni Theater Sarajewo
- Fettes Schwein von Neil Labute, Theater Magdeburg
- Buddenbrooks nach Thomas Mann, Theater Magdeburg
- Explodierende Pottwale von Lukas Holliger, UA, Schauspiel Leipzig
- Die schmutzigen Hände von Jean-Paul Sartre, Theater Bremen
- Herr Puntila und sein Knecht Matti von Bert Brecht, Theater Konstanz
- Genua 01 von Fausto Paravidino, Theater Konstanz
- Die Räuber von Friedrich Schiller, Theater Konstanz
- Don Quijote von Michael Bulgakow, Theater Konstanz
- Menschliches Versagen von Lukas Holliger, UA, Theater Konstanz
- Die Dreigroschenoper von Bert Brecht/Kurt Weill, Theater Konstanz
- Ich bin der Wind von Jon Fosse, DE, Theater Konstanz
- Klassen Feind von Nigel Williams, Schaubühne Berlin
- Glaube Liebe Hoffnung von Ödön von Horváth, Theater Konstanz
- Faust von J.W. von Goethe, Theater Konstanz
- Gertrud von Hjalmar Söderberg, Theater Konstanz
- Othello von Shakespeare, Theater Konstanz
- Die Räuber von Schiller, Hans Otto Theater Potsdam
- Tschick von Wolfgang Herrndorf, Theater Konstanz
- Das Leben ein Traum von Calderon de la Barca, Theater Konstanz
- It takes one to know me – Johnny Cash, Theater Konstanz
- Dies ist die ganze Geschichte, nach P.O. Enquists „Kapitän Nemos Bibliothek“, AdK Ludwigsburg
- Das Maß der Dinge von Neil LaBute, Theater Konstanz
- Unschuld von Dea Loher, Staatstheater Cottbus
- I’m glad I found you nach Navid Kermanis Buch der von Neil Young Getöteten UA, Theater Konstanz
- Judas von Lot Vekemans, Theater Konstanz
- Meer von Jon Fosse, Theater Konstanz 2019
- Nina-Mother of Punk, Theater Konstanz 2025